# Айриян, Арсен Петросович
Арсен Петросович Айриян (арм. Արսեն Պետրոսի Հայրիյան; 1929—2004) — советский учёный и педагог в области социальной гигиены, доктор медицинских наук, профессор, член-корреспондент АМН СССР (1988). Заслуженный врач Армянской ССР. Лауреат Премии имени Н. А. Семашко АМН СССР (1970) и Государственной премии СССР (1985).

## Биография
Родился 19 мая 1930 года в Ереване. 
С 1948 по 1953 год обучался в Азербайджанском медицинском институте. С 1956 по 1959 год обучался в аспирантуре Ереванского государственного медицинского института.
С 1953 года на клинической работе в Армянской ССР в качестве главного врача Армашской сельской участковой больницы Араратского района. С 1985 года одновременно с клинической занимался и научно-исследовательской работой в Ереванском государственном медицинском институте в должности — заведующий лаборатории социально-гигиенических проблем села. А. П. Айриян являлся инициатором создания первого и единственного в Советском Союзе — Музея санитарной культуры и в 1987 году первого в Армянской ССР — Сельского центра здоровья.

### Научно-педагогическая деятельность
Основная научно-педагогическая деятельность А. П. Айрияна была связана с вопросами в области медицинской экологии и географии, организации сельского здравоохранения и разработки проблем социальной гигиены и медицины. А. П. Айриян внёс весомый вклад в развитие социальной экологии и медицинской географии Армянской ССР. Он занимался исследованиями в области профилактики заболеваний, вызванных изменениями социально-экологической и природной среды в связи с развитием урбанизации и научно-технического прогресса. 
В 1960 году защитил кандидатскую диссертацию по теме: «О некоторых осложнениях и побочных действиях антибиотикотерапии», в 1967 году защитил диссертацию на соискание учёной степени доктор медицинских наук, в 1986 году ему была присвоена учёная степень профессора. В 1988 году он был избран член-корреспондентом АМН СССР. Под руководством А. П. Айрияна было написано около двухсот пятидесяти научных работ, в том числе монографий, он подготовил около десяти докторских и кандидатских диссертаций. А. П. Айриян был постоянным участником ВДНХ СССР, за участие в которой был удостоен Золотой медали ВДНХ.
В 1985 году «за разработку теории и методов медицинской географии и внедрение их в практику народного хозяйства» ему была присвоена Государственная премия СССР.
Скончался 31 июля 2004 года в Ереване.

## Премии и звания
- Орден «Знак Почёта»
- Государственная премия СССР (1985)
- Премия имени Н. А. Семашко АМН СССР (1970)
- Заслуженный врач Армянской ССР
- Золотая медаль ВДНХ